# 낙안면
낙안면(樂安面)은 전라남도 순천시 남서쪽에 위치한 면이다.

## 개요
낙안면은 세계적 문화유산인 《낙안읍성민속마을》과 낙안팔경을 비롯하여 금전산, 제석산, 오봉산 등 풍부한 관광문화자원을 보유하고 있다. 특산품인 배와 오이는 맛과 향이 우수하다는 평가를 받고 있으며, 최근에는 친환경 농법으로 재배한 쌀과 각종 특화작물을 생산하고 있다.

## 연혁
- 백제시대 : 분차군. 분사군
- 신라시대 : 분령군
- 고려시대 : 낙천군, 양악군, 낙안군
- 1908년 8월 5일 : 낙안군이 폐지되고 순천군 낙안면이 됨
- 1913년 4월 1일 : 부군면 통폐합으로 읍내면과 내서면을 통합해 순천군 낙안면이 됨
- 1929년 4월 1일 : 동초면의 신기, 이곡,용능,내운 4개리 편입
- 1949년 8월 15일 : 순천읍이 시로 승격되면서 승주군 낙안면이 됨(승주군과 순천시 분리)
- 1973년 7월 1일 : 승주군 쌍암면 석흥리 편입
- 1995년 1월 1일 : 순천시 낙안면(승주군과 순천시 통합)

## 행정 구역
| 법정리 | 한자명 | 행정리                 | 비고                   |
| ------ | ------ | ---------------------- | ---------------------- |
| 검암리 | 檢巖里 | 검암리, 송기리, 덕천리 |                        |
| 교촌리 | 校村里 | 교촌리                 |                        |
| 금산리 | 金山里 | 금산리, 신전리         |                        |
| 남내리 | 南內里 | 남내리                 |                        |
| 내운리 | 內雲里 | 내동리, 심내리, 운동리 |                        |
| 동내리 | 東內里 | 동내리                 | 면 행정복지센터 소재지 |
| 목촌리 | 木村里 | 목촌리, 수정리         |                        |
| 상송리 | 上松里 | 상송리, 화원리         |                        |
| 서내리 | 西內里 | 서내리                 |                        |
| 석흥리 | 石興里 | 석정리, 신촌리, 흥림리 |                        |
| 성북리 | 城北里 | 성북리                 |                        |
| 신기리 | 新基里 | 신기리, 동림리, 구기리 |                        |
| 옥산리 | 玉山里 | 옥산리                 |                        |
| 용능리 | 龍陵里 | 용능리, 두능리         |                        |
| 이곡리 | 李谷里 | 이곡리, 노암리         |                        |
| 창녕리 | 昌寧里 | 창녕리, 가정리, 간원리 |                        |
| 평사리 | 平沙里 | 평사리, 화목리         |                        |
| 평촌리 | 平村里 | 평촌리                 |                        |
| 하송리 | 下松里 | 하송리                 |                        |